# Державний єврейський музей Віленського Ґаона
Державний єврейський музей Віленського Ґаона — єврейський музей у литовському Вільнюсі (Вільно), з експозиціями, розміщеними в чотирьох різних будинках.
Відновлений у 1989 році єврейський музей, згодом названий ім'ям Віленського Ґаона в зв'язку з 200-річчям від дня смерті видатного мислителя, яке відзначалося 1997 року. 

## Філії
Музей має п'ять філій
- Центр толерантності в будівлі довоєнного єврейського театру на вулиці Наугардуко (Naugarduko g.10 / 2) з постійними експозиціями (історія євреїв, сакрального, традиційного і сучасного мистецтва) і тимчасовими.
- Експозиція, присвячена Голокосту, в семи кімнатах невеликого дерев'яного будинку на вулиці Паменкальнё (Pamėnkalnio g. 12).
- Історичні експозиції та меморіальні кімнати на вул. Пиляємо (Pylimo g. 4) в будівлі колишнього прибуткового будинку, побудованого за проектом Тадуша Ростворовського[be].
- Паняряйский меморіал в 16 км від центру Вілна в місці масового знищення євреїв в роки Другої світової війни.
- Меморіальний музей Жака Ліпшиця (в м. Друскінінкай).